# سازگاری محلی
سازگاری محلی (به انگلیسی: Local adaptation) سازوکاری در زیست‌شناسی فرگشتی است که به سبب آن جمعیتی از جانداران به گونه‌ای تکامل می‌یابند که نسبت به سایر اعضای همان گونه که در جاهای دیگر زندگی می‌کنند با محیط محلی خود سازگارتر باشند. سازگاری محلی مستلزم آن است که جمعیت‌های مختلف یک گونه گزینش طبیعی متفاوتی را تجربه کنند. برای مثال، اگر گونه‌ای در طیف وسیعی از دما زندگی می‌کند، جمعیت‌های مناطق گرم ممکن است نسبت به جمعیت‌های همان گونه که در بخش سردتر محدوده جغرافیایی آن زندگی می‌کنند، تحمل گرمای بهتری داشته باشند.